# Sendim da Serra
Sendim da Serra ist ein Ort und eine ehemalige Gemeinde (Freguesia) im portugiesischen Kreis Alfândega da Fé. In der Gemeinde lebten 91 Einwohner (Stand 30. Juni 2011).
Am 29. September 2013 wurden die Gemeinden Sendim da Serra und Ferradosa zur neuen Gemeinde União das Freguesias de Ferradosa e Sendim da Serra zusammengefasst.